# الیسن و پیتر اسمیتسن
الیسن و پیتر اسمیتسن (انگلیسی: Alison and Peter Smithson) دو معمار اهل انگلستان بودند که دفتر معماری مشترک خود را داشتند و اغلب به خاطر نقششان در معماری زبره‌کاری نو، به ویژه در نظریهٔ معماری و شهرسازی، شناخته شده‌اند.